# Priorato de Santa María de Panissars

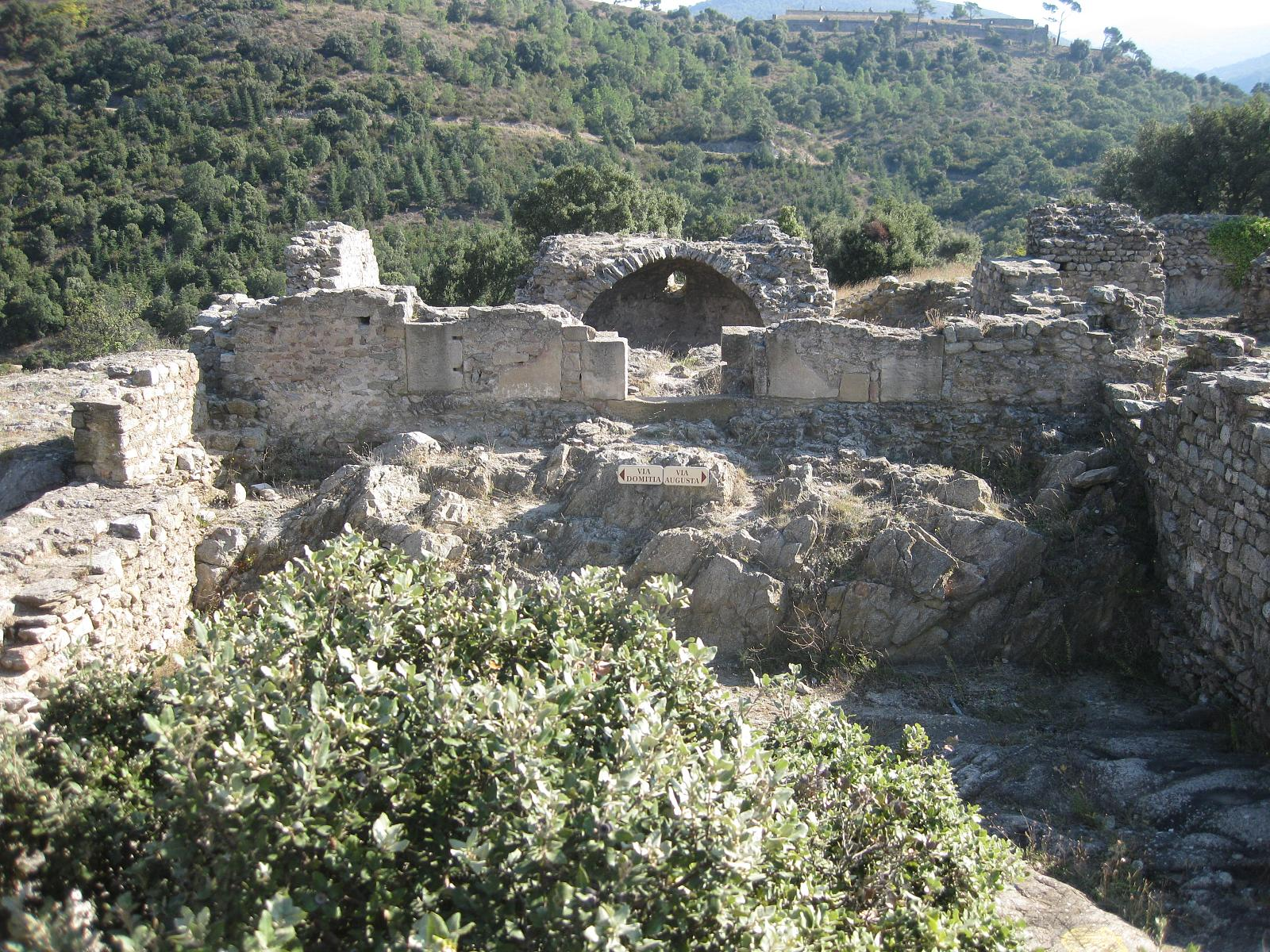
Restos de la iglesia de Santa María de Panissars

El priorato de Santa María de Panissars fue un antiguo monasterio a caballo entre el municipio altoampurdanés de La Junquera (España) y de la comuna vallespirense de Le Perthus (Francia). Al estar en la frontera es un monumento que forma parte del Inventario del Patrimonio Arquitectónico de Cataluña y también del patrimonio francés.  En este lugar se encuentra el hito fronterizo de forma piramidal con el número 567, que domina las ruinas arqueológicas del trofeo de Pompeyo.
Los restos del priorato están situados  en el extremo meridional del término de Le Perthus, en el lado noroeste del collado de Panissars y a poniente del Fuerte de Bellegarde. Se llega por el mismo camino que conduce a este fuerte, del que deriva hacia poniente una pista que conduce al collado y a las ruinas. Junto a poniente de estas ruinas hay vestigios de paredes, de hábitats medievales, de la villa de Panissars.

## Descripción
Las ruinas del priorato de Santa María de Panissars están en la misma raya fronteriza. Las únicas estructuras que quedan de pie son unas cuantas paredes y el ábside de la iglesia, de planta semicircular, que mantiene la bóveda de cuarto de esfera. Conserva parte de los montantes de un arco y una ventana. En el ábside hay restos de pintura, de colores blancos, rojos y amarillos. En los alrededores de la iglesia quedan restos de muro, de un metro de altura; en alguno de ellos se ve alguna hilada en opus spicatum. El aparato es de piedras sin escuadrar que en algunos puntos adoptan formas inclinadas  en opus spicatum .

## Historia

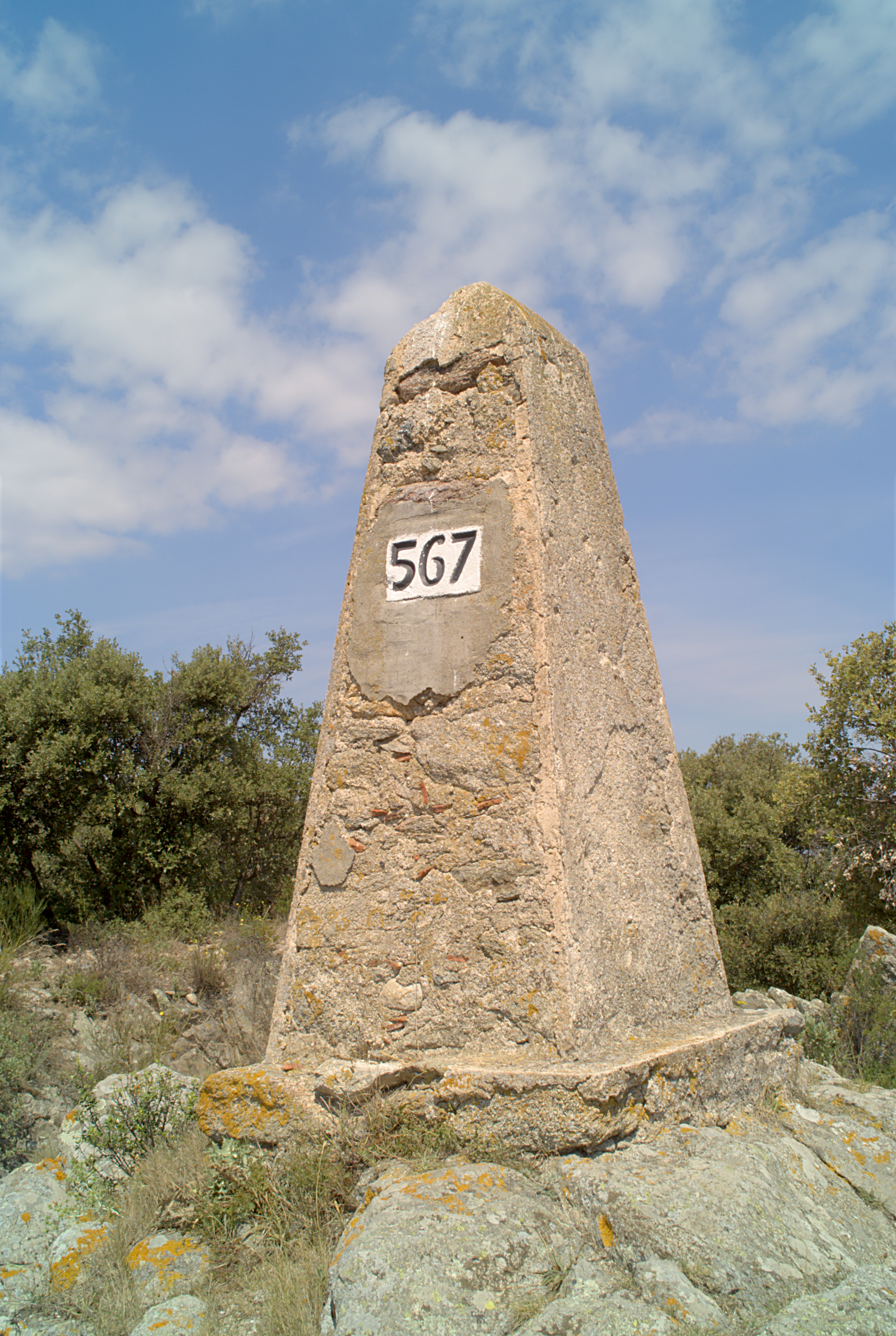
Mojón fronterizo piramidal número 567, en la frontera entre Francia y España, a la altura de Le Perthus.

La documentación existente muestra que el alodio de Panissars pertenecía, en el año 878, a la abadía de Santa María de Arles, y que en ese momento pertenecía al término de Agullana. En 881 fue Carlomagno quien confirmaba esta posesión: in Aguliana, ubi dicitur Pananiares. En una bula papal de 1011 se menciona por primera vez la iglesia de Santa María de Panissars, que, según se lee en el documento, había sido fundada bajo la protección del conde de Besalú, Bernat Tallaferro, y del abad de Arles; por tanto, entre los años 994 y 1010. Desde su construcción, esta iglesia fue beneficiada por varios señores del entorno, tanto vallespirenses como roselloneses y ampurdaneses, y se conocen posesiones en Sales de Llierca, Santa Bárbara de Pruneres y La Junquera, donde la iglesia de Sant Martí del Forn del Vidre fue sede de una filial del priorato de Panissars.
En 1097 pasó a ser posesión del monasterio de Santa María de Ripoll, que fundó allí una institución que tenía función hospitalaria. Desde la formación del reino de Mallorca, después de 1262, el monasterio se convirtió en lugar fronterizo, papel que no abandonó ya nunca más; esto provocó que el lugar que ocupaba el monasterio pasara a ser conflictivo en cualquier contienda bélica, con paso frecuente de ejércitos y establecimiento de acuartelamientos. A finales del siglo XVII, el monasterio y la iglesia se encontraban abandonados y fueron derribados en 1683. Muchos de sus elementos sirvieron para levantar el Fuerte de Bellegarde.

## El priorato
El priorato de Santa María de Panissars ocupó toda la plataforma oriental del monumento romano existente en este lugar, así como parte de la propia Vía Domitia. La iglesia está en el extremo norte del conjunto, y más al norte aún había un pequeño recinto que fue el cementerio, y en el sur debió haber un pequeño claustro, en cuyo entorno estaban las dependencias monacales. La iglesia era de tres naves, copadas por un ábside único con planta de herradura. Este ábside queda fuera de la plataforma de origen romano sobre la que se asienta la iglesia; en el otro extremo, el pórtico también quedaba fuera, ocupando la antigua vía romana. La extensión de la iglesia era de 11,55 m de largo por 10,10. Bajo el ábside existe una cripta. La nave principal medía 5,40 m de ancha, mientras que las colaterales medían menos de la mitad: 2,30. El grosor de las paredes era de 150 cm. Dos arcos formeros por banda comunicaban la nave con los colaterales. La planta del ábside es de herradura, muy marcada; la cripta, que es el único que conserva la cubierta, tiene vuelta de cuarto de esfera.
Pese a su avanzada destrucción, las excavaciones arqueológicas han permitido reconocer de forma muy completa las estructuras del priorato. Las de la iglesia recuerdan mucho las de Sant Quintí de los Baños de Arles, con la principal diferencia de que en esta última iglesia no hay cripta. El espacio claustral tenía forma de cuadrado, de unos 11 m de lado, sin restos de galerías porticadas, por lo que se trataría sencillamente de un patio entre los edificios del cenobio. Los muros se mantienen en alturas diversas, algunas de las cuales alcanzan los 2,5 m. No hay en ninguna parte restos de la cubierta. En el norte del claustro hay una estancia larga y estrecha, que parece fruto de una reforma tardía, y no se conoce exactamente su uso. A levante, otra estancia larga y más ancha, que contiene restos de compartimentación; se puede tratar, por tanto, del dormitorio monacal. A mediodía, los restos muestran la existencia de la cocina con un par de estancias auxiliares. A poniente, en parte sobre la vía romana, muestra tres estancias, donde la central es mayor. Podrían tratarse de la sala capitular y otras dependencias de la comunidad.
La mayor parte del aparato que corresponde al priorato -es decir, el que no pertenece a época romana- presentan un aparato bastante primitivo, del XI, principalmente. Sólo algunos fragmentos de aparejo del XVI o XVII son posteriores, pertenecientes a los últimos tiempos de ocupación del priorato. Dentro de la iglesia se localizaron varios entierros, algunas en sepulturas cortadas en la roca, otras en tumbas de cista y otras con inhumaciones simples de fosa. Esta necrópolis se alarga en el tiempo desde el XI hasta el XVI. En todo el conjunto de ruinas se han encontrado silos, siete en el claustro y otros en la iglesia. Sin duda, se trata de restos del poblamiento anterior a la existencia del priorato. La cripta conserva restos, muy dañados, de pintura mural románica. Prácticamente irreconocible, los colores encontrados remiten a los empleados en Sant Martí de Fenollar y Santa Maria de la Clusa .